# Jill Officer
Jill Officer est une curleuse canadienne née le 2 juin 1975 à Winnipeg, au Manitoba. Elle a remporté la médaille d'or du tournoi féminin aux Jeux olympiques d'hiver de 2014 à Sotchi, en Russie.